# Mussaenda fissibractea
Mussaenda fissibractea är en måreväxtart som beskrevs av Elmer Drew Merrill. Mussaenda fissibractea ingår i släktet Mussaenda och familjen måreväxter. Inga underarter finns listade i Catalogue of Life.